# Красноярка (Амурское сельское поселение)
Красноярка  (алт. Кызыл-Jар) — посёлок в Амурском сельском поселении Усть-Коксинского района Республики Алтай России.

## География
Расположено в приграничной территории юго-западной части Республики Алтай в горно-степной зоне и находится у реки Красноярка.
Уличная сеть состоит из трёх географических объектов: ул. Красный Яр, ул. Луговая и ул. Полевая.

## Население
| 2010 | 2011 | 2012 | 2013 | 2014 | 2015 |
| ---- | ---- | ---- | ---- | ---- | ---- |
| 60   | →60  | ↘57  | ↗58  | ↘57  | ↘56  |
| 2016 |      |      |      |      |      |
| ↗61  |      |      |      |      |      |

Национальный состав
Согласно результатам переписи 2002 года, в национальной структуре населения русские составляли 98 % от общей численности населения в 59 жителей

## Инфраструктура
Личное подсобное хозяйство. Животноводство.

## Транспорт
Выезд на автодорогу регионального значения «Подъезд Талда — Тюнгур (Природный парк „Белуха“)» (идентификационный номер 84К-134) (Постановление Правительства Республики Алтай от 12.04.2018 N 107 «Об утверждении Перечня автомобильных дорог общего пользования регионального значения Республики Алтай и признании утратившими силу некоторых постановлений Правительства Республики Алтай»).
Просёлочные дороги.